# SN 2009lt
SN 2009lt – supernowa typu Ia odkryta 21 listopada 2009 roku w galaktyce A013055+1836. W momencie odkrycia miała maksymalną jasność 19,70m.